# Pikmin (serie)

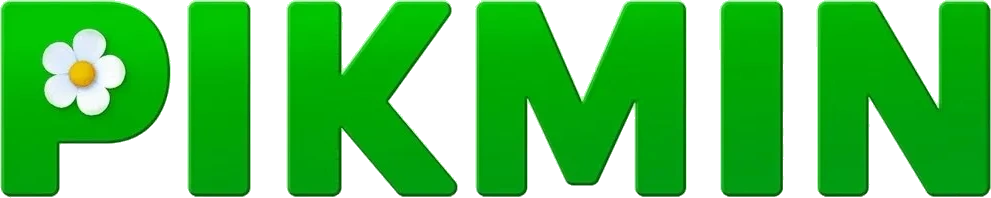
il logo della serie.

Pikmin (ピクミン?, Pikumin) è una serie di videogiochi di strategia  e rompicapo in tempo reale creata da Shigeru Miyamoto e pubblicata da Nintendo. I giochi si concentrano sul dirigere un'orda di creature simili a piante chiamate Pikmin per raccogliere oggetti distruggendo gli ostacoli, evitando pericoli e combattendo la fauna, pericolosa sia per il personaggio del giocatore che per i Pikmin.

## Titoli
| 2001 | Pikmin                     |
| 2001 | Pikmin.com SpaceForce      |
| 2002 |                            |
| 2003 |                            |
| 2004 | Pikmin 2                   |
| 2004 | Pikmin Treasure Hunt       |
| 2005 |                            |
| 2006 |                            |
| 2007 |                            |
| 2008 | New Play Control! Pikmin   |
| 2009 | New Play Control! Pikmin 2 |
| 2010 |                            |
| 2011 |                            |
| 2012 |                            |
| 2013 | Pikmin 3                   |
| 2014 |                            |
| 2015 |                            |
| 2016 |                            |
| 2017 | Hey! Pikmin                |
| 2018 |                            |
| 2019 |                            |
| 2020 | Pikmin 3 Deluxe            |
| 2021 | Pikmin Bloom               |
| 2022 |                            |
| 2023 | Pikmin 4                   |
| 2023 | Pikmin 1+2                 |
| 2023 | Pikmin detector            |

La serie Pikmin si compone di quattro titoli principali. I primi due, Pikmin (2001) e Pikmin 2 (2004), sono stati pubblicati per GameCube e successivamente portati su Wii come New Play Control! nel 2008 e nel 2009. Pikmin 2 è stato ripubblicato nella serie Nintendo Selects nel 2012. Un terzo titolo, Pikmin 3, è uscito per Wii U nel 2013. Il primo gioco portatile della serie, Hey! Pikmin, è stato pubblicato per Nintendo 3DS nel 2017. Pikmin 3 è stato ripubblicato per Nintendo Switch come Pikmin 3 Deluxe il 30 ottobre 2020. È stato confermato che Pikmin 4 era in fase di sviluppo e "molto vicino al completamento" nel 2015. Nel 2021 è uscito un secondo gioco spin-off, Pikmin Bloom, che è un gioco in realtà aumentata per cellulari. Pikmin 4 è stato infine annunciato in via ufficiale il 13 settembre 2022, con data di uscita 21 luglio 2023.
Sono stati creati diversi advergame per la serie. Pikmin.com SpaceForce è il primo, un browser game creato dalla filiale americana di Nintendo per promuovere Pikmin; segue poi Pikmin Treasure Hunt, creato nel 2004 dalla stessa filiale per promuovere Pikmin 2. Infine, nel 2023 è stato pubblicato Pikmin detector, gioco accessibile dal browser su telefono, per Pikmin 4

## Modalità di gioco
Il gameplay della serie combina elementi di platform d'azione con puzzle e gameplay strategico. I giochi Pikmin si concentrano sull'esplorazione di un pianeta chiamato PNF-404, e sul controllo di un gruppo di Pikmin, ibridi tra piante-animali intelligenti e multicolori che seguono gli ordini del loro leader. Ci sono stati diversi leader nel corso della serie: il primo e più degno di nota il Capitano Olimar, un minuscolo alieno del pianeta Hocotate introdotto nel Pikmin originale. Pikmin 2 introduce Louie e il presidente della hocotate trasporti, Chacho, rispettivamente collega e capo di Olimar, che sono anche personaggi giocabili. Pikmin 3 presenta i leader di una nuova specie aliena. I leader sono Alph, Brittany e Charlie, che provengono dal pianeta Koppai e sono simili agli abitanti di Hocotate.
I Pikmin sono guidati a svolgere una serie di compiti, il principale è il recupero di oggetti parte integrante della missione di ogni gioco. Il giocatore deve dirigere il Pikmin per superare gli ostacoli e la fauna di PNF-404. Poiché i singoli Pikmin sono piccoli e deboli contro la maggior parte dei predatori, alcuni sono più adatti di altri per determinati compiti, e sta al giocatore dirigere i Pikmin in modo appropriato al fine di garantire il recupero riuscito di qualsiasi oggetto, evitare qualsiasi pericolo e occuparsi di eventuali ostacoli e predatori. Il tempo di gioco è suddiviso in singole giornate, ciascuna delle quali consiste di circa 13 minuti, in cui il giocatore è spinto a realizzare quanti più progressi possibile prima del tramonto.

Un pikmin giallo.

Esistono numerose varietà di colori, che indicano le abilità e la resistenza del Pikmin ai pericoli ambientali. Il numero di Pikmin e le loro abilità sono mutati nel corso del franchise: il primo gioco Pikmin era caratterizzato da tre colori: rosso, giallo e blu. I Pikmin rossi possono resistere al fuoco, i Pikmin blu possono muoversi sott'acqua grazie alle loro branchie e i Pikmin gialli possono essere lanciati più in alto degli altri Pikmin e sono in grado di trasportare pietre bombe. In Pikmin 2, i Pikmin gialli hanno perso la capacità di trasportare rocce esplosive in cambio di essere immuni ai pericoli elettrici e vengono introdotti i Pikmin bianchi e viola. I Pikmin bianchi sono i più veloci, resistenti ai gas velenosi, in grado di avvelenare i nemici e in grado di individuare oggetti sepolti sottoterra. In confronto, i Pikmin viola sono significativamente più forti e più pesanti degli altri tipi, il che li rende eccellenti nell'infliggere danni e trasportare oggetti pesanti.
Pikmin 3 ha introdotto altri due tipi: i Pikmin rocciosi di colore grigio e i Pikmin alati di colore rosa. Il primo può rompere materiali cristallini, non può essere schiacciato o impalato e infligge il maggior danno tra tutti i tipi di Pikmin quando viene lanciato. In confronto, i Pikmin alati possono volare liberamente, il che consente loro di recuperare oggetti elevati e attaccare facilmente i nemici in volo. Oltre a rendere ogni tipo in grado di trasportare pietre bomba, Pikmin 3 ha anche modificato le abilità dei Pikmin gialli, blu, bianchi e viola. I Pikmin gialli sono pari ai Pikmin di roccia per la massima velocità di scavo; I Pikmin blu sono in grado di nuotare; I Pikmin bianchi sono pari ai Pikmin alati per la forza di attacco più bassa e la velocità di scavo più lenta; I Pikmin viola sono pari ai Pikmin rossi per la seconda forza d'attacco più alta e la seconda velocità di scavo più veloce.
Pikmin 4 ha introdotto due altri nuovi tipi di Pikmin: il Pikmin gelato, in grado di congelare acqua e nemici, e il Pikmin iridescente, che è luminoso. Inoltre Pikmin 4 reintroduce i Pikmin viola e bianchi e quelli alati e rocciosi, appartenuti rispettivamente a Pikmin 2 e Pikmin 3.
Al di fuori della colorazione, tutti i tipi di Pikmin condividono lo stesso metodo per indicare la loro forza e rapidità: il gambo in cima alle loro teste esibirà una foglia, un bocciolo o un fiore, che si sviluppa quando i Pikmin vengono nutriti con il nettare o lasciati piantati nel terreno per un certo quantità di tempo. Per estensione, tutti i tipi di Pikmin sono immagazzinati nelle rispettive navi madre, denominate "Cipolle", per sicurezza dopo il tramonto, poiché sono vulnerabili ai predatori notturni. Le cipolle svolgono un ruolo fondamentale nella riproduzione dei Pikmin: quando qualsiasi cibo, come prede o pellet, viene consegnato a una cipolla, si propaga i semi, che crescono e vengono raccolti dal terreno come Pikmin completamente sviluppati. Una cipolla funge da incubatore per tutti i Pikmin del suo rispettivo colore, ospitando i Pikmin. Le cipolle viaggiano insieme a Olimar mentre vola in diverse località del pianeta.

## Apparizioni
Olimar è un personaggio giocabile nel gioco per Wii Super Smash Bros. Brawl e nei suoi sequel, Super Smash Bros. per Nintendo 3DS e Wii U e Super Smash Bros. Ultimate. Comanda i Pikmin in battaglia e, come nella serie Pikmin, dipende quasi interamente da loro. Olimar è in grado di raccogliere nuovi Pikmin da terra in qualsiasi momento purché non abbia il numero massimo di Pikmin consentito; può comandarne fino a sei in Brawl e tre in 3DS, Wii U e Ultimate. I Pikmin, come nella serie principale, sono fragili e possono essere sconfitti facilmente, possono essere immediatamente sostituiti. Lo Smash finale di Olimar, una caratteristica tecnica monouso, lo mostra mentre entra nella sua astronave Hocotate e vola via nel cielo, mentre dei Coleti Rossi danneggiano gli altri giocatori a terra. La nave quindi precipita a terra e provoca un'esplosione, infliggendo danni ai giocatori avversari mentre Olimar viene espulso da essa. Super Smash Bros. Brawl presenta anche un livello giocabile basato sull'ambientazione generale del pianeta natale dei Pikmin presenti nei primi tre giochi della serie. Lo stesso livello ritorna nella versione 3DS, e la versione Wii U dispone di un nuovo livello a tema Pikmin. Alph di Pikmin 3 appare come un costume alternativo per Olimar. 
Nell'applicazione Giochi RA integrata nel Nintendo 3DS, un Pikmin rosso, giallo e blu appare su una scheda RA. Pikmin fa anche un cameo durante il processo di trasferimento del contenuto scaricabile da un Nintendo DSi a un 3DS, (o il trasferimento da un 3DS a un altro 3DS o 2DS) con vari tipi di Pikmin che trasportano i dati. Un'animazione simile si verifica quando si trasferiscono i dati di salvataggio e altre informazioni da una Wii a una scheda SD utilizzando l'applicazione Wii U Transfer, e una seconda animazione, che riprende da dove si interrompe la prima, appare quando si completa il trasferimento dalla scheda SD a un Wii U.
Nintendo Land include la serie in un'attrazione di squadra intitolata Pikmin Adventure, in cui i Mii dei giocatori combattono versioni robotiche dei familiari nemici dei Pikmin. Pikmin Adventure utilizza il Wii U Gamepad e il telecomando Wii; il primo controlla Olimar, mentre il secondo consente agli altri giocatori di giocare come Pikmin.
Sul Game Boy Advance, la periferica Nintendo e-Reader basata su schede includeva minigiochi Pikmin esclusivi per il Giappone dopo l'uscita di Pikmin 2, intitolati Pikmin 2-e. Nei vari minigiochi, i giocatori controllano Olimar o alcuni Pikmin per completare vari enigmi.

## In altri media
La serie viene spesso citata in altre serie Nintendo, e ha generato molto merchandise a tema, soprattutto in Giappone.

### Canzoni
Per promuovere Pikmin e Pikmin 2 in Giappone, il gruppo Strawberry Flower ha inciso delle canzoni ambientate nel mondo della serie. Originariamente utilizzate come base per le pubblicità giapponesi dei giochi, sono state poi vendute in CD a parte.
Il primo singolo, Ai no Uta (愛のうた?, La canzone dell'amore), ha debuttato al secondo posto nella classifica musicale di Oricon, vendendo 900,000 copie a giugno 2002, superando quindi le vendite di Pikmin in Giappone. La canzone è anche stata registrata in francese, col titolo Vos Meilleurs Amis, e sempre usata per la promozione del primo gioco.
Sia Ai no Uta che Tane no Uta (種のうた?, La canzone dei semi) si possono sentire nelle versioni giapponesi per GameCube e Wii di Pikmin e Pikmin 2.
Lista delle canzoni:
- 愛のうた?, Ai no Uta[15]
- ピクミンダンス?, Pikumindansu[16]
- なみだ が あふれた?, Namida Ga Afureta[17]
- 種のうた?, Tane no Uta[18]

### Corti animati
In seguito alla pubblicazione di Pikmin 3, Nintendo ha fatto uscire tre corti ambientati nella serie, ma perlopiù incentrati sui primi due giochi. Originariamente visualizzabili solo acquistandoli sul Nintendo eShop di Wii U e 3DS a partire dal 6 novembre 2014, sono stati resi pubblici su Youtube dall'8 ottobre 2020, e quindi rimossi dai negozi digitali.
Lista dei corti:
- Tesoro in bottiglia[21]
- Un succo di paura[22]
- I rischi del mestiere[23]

### Fumetti
A partire dal 22 giugno 2023, sono stati realizzati dei 4 koma su Pikmin 4, con autore Kino Takahashi. La loro pubblicazione è tutt'ora in corso.

### Giardinaggio
Per promuovere il primo gioco, la filiale americana di Nintendo ha offerto un cultivar del Chaenostoma cordatum, parte della tribù Limoselleae. La coltivazione, denominata Bacopa Cabana o Pikmin Flower (lett. "Fiore Pikmin"), è stata sviluppata in collaborazione con l'azienda Sygenta Seeds, ora solo Sygenta.

### Parchi divertimento
Alcune statue dei Pikmin sono sparse per il Super Nintendo World, area tematica presente nei parchi di Universal Studios Japan e Universal Studios Hollywood.